# Pływanie na otwartym akwenie na Mistrzostwach Świata w Pływaniu 2013 – 25 km kobiet
25 km kobiet – jedna z konkurencji rozgrywanych podczas Mistrzostw Świata w Pływaniu 2013 w ramach pływania na otwartym akwenie. Zawody zostały rozegrane 27 lipca.
Do rywalizacji zgłoszone zostały 22 zawodniczki z 16 państw i wszystkie stanęły na starcie konkurencji. Zwyciężyła reprezentująca Włochy Martina Grimaldi.

## Wyniki
Rywalizacja rozpoczęła się o 08:15.
| Miejsce | Zawodniczka                 | Państwo           | Czas      |
| ------- | --------------------------- | ----------------- | --------- |
| złoto   | Martina Grimaldi            | Włochy            | 5:07:19.7 |
| srebro  | Angela Maurer               | Niemcy            | 5:07:19.8 |
| brąz    | Eva Fabian                  | Stany Zjednoczone | 5:07:20.4 |
| 4       | Alice Franco                | Włochy            | 5:07:22.9 |
| 5       | Ana Marcela Cunha           | Brazylia          | 5:07:23.4 |
| 6       | Christine Jennings          | Stany Zjednoczone | 5:07:32.3 |
| 7       | Margarita Domínguez Cabezas | Hiszpania         | 5:11:55.5 |
| 8       | Yumi Kida                   | Japonia           | 5:16:25.7 |
| 9       | Lei Shan                    | Chiny             | 5:16:34.3 |
| 10      | Aleksandra Sokołowa         | Rosja             | 5:18:14.3 |
| 11      | Yang Dandan                 | Chiny             | 5:19:13.7 |
| 12      | Celia Barrot                | Francja           | 5:20:31.8 |
| 13      | Paola Pérez                 | Wenezuela         | 5:22:40.1 |
| 14      | Silvie Rybářová             | Czechy            | 5:22:42.4 |
| 15      | Julia Lucila Arino          | Argentyna         | 5:22:47.0 |
| 16      | Vicenia Navarro             | Wenezuela         | 5:23:31.8 |
| 17      | Nadine Williams             | Kanada            | 5:42:17.9 |
| 18      | Xeniya Romanchuk            | Kazachstan        | 5:43:40.5 |
|         | Wasella Hussien             | Egipt             | OTL       |
|         | Svenja Zihsler              | Niemcy            | DNF       |
|         | Olha Beresniewa             | Ukraina           | DNF       |
|         | Barbora Picková             | Czechy            | DNF       |